# Hrgovi Donji
Hrgovi Donji su naseljeno mjesto u sastavu općine Gradačac, Federacija Bosne i Hercegovine, BiH.

## Znamenitosti
Katolička crkva, izgrađena po projektu arhitekta Zlatka Hanžeka.

## Stanovništvo
| Hrgovi Donji       |              |              |              |
| godina popisa      | 1991.        | 1981.        | 1971.        |
| Hrvati             | 642 (95,67%) | 748 (96,51%) | 777 (97,61%) |
| Srbi               | 6 (0,89%)    | 13 (1,67%)   | 7 (0,87%)    |
| Muslimani          | 1 (0,14%)    | 4 (0,51%)    | 8 (1,00%)    |
| Jugoslaveni        | 8 (1,19%)    | 8 (1,03%)    | 2 (0,25%)    |
| ostali i nepoznato | 14 (2,08%)   | 2 (0,25%)    | 2 (0,25%)    |
| ukupno             | 671          | 775          | 796          |

## Poznate osobe
- fra Stjepan Pavić, hrv. prevoditelj i kolekcionar umjetnina za Galeriju Šimun[2]

## Šport
- NK Sloga

## Vanjske poveznice
- Hrgovi Donji  Arhivirana inačica izvorne stranice od 31. siječnja 2016. (Wayback Machine)